# John Toland (libre-penseur)
Pour les articles homonymes, voir John Toland.
John Toland, né le 30 novembre 1670 à Ardagh, Irlande et mort le 11 mars 1722 à Londres, Grande-Bretagne, est un philosophe irlandais libre penseur.

## Biographie
Il fut la première personne à être qualifiée de freethinker (libre-penseur) par l'évêque Berkeley. Il écrivit plus d'une centaine d'ouvrages dont le plus connu est le Christianisme sans mystères (Christianity not Mysterious), publié en 1696. Il écrivit également les Lettres à Serena en 1704 et le Pantheisticon, publié en 1720, peu de temps avant sa mort. C'est dans cet ouvrage que le terme panthéisme apparaît pour la première fois. Il fit une traduction de l'ouvrage de Giordano Bruno Lo spaccio de la bestia trionfante, écrit en 1584.
Bien qu'il ait voulu à l'origine réfuter Spinoza , ses ouvrages de polémique déiste, mais presque matérialiste, ont été combattus par Leibniz, le réverend Clarke et Gordon Thomas.
Selon une légende colportée par le néodruide George Watson MacGregor Reid, il aurait rassemblé en 1717 les druides d'Angleterre et d'Irlande ayant survécu aux persécutions chrétiennes, pour fonder le Druid Order, premier mouvement néo-druidique et dont il fut le premier « Grand Druide », choisissant The Apple Tree Tavern comme lieu de rassemblement. La revendication de Toland en tant que membre d'un ordre druidique quelconque est maintenant considérée comme peu probable d'un point de vue historique. L'historien Ronald Hutton suggère que toute lignée antérieure à George Watson MacGregor Reid est une invention servant à légitimer et donner une histoire légendaire à l'Ordre.

## Œuvres principales
- 1696 : Christianity Not Mysterious: A Treatise Shewing, That there is nothing in the Gospel Contrary to Reason, Nor Above It: And that no Christian Doctrine can be properly called A Mystery. Ouvrage polémique, où Toland attaque les dogmes, fait l'éloge du christianisme primitif (celui des Nazaréens), dépourvu de mystère, de clergé et fondé sur la raison naturelle. Traduction Tristan Dagron : Le christianisme sans mystère, Honoré Champion, 2005, 270 p.
- 1698 : Vie de Milton , suivie de sa défense. Toland réfute l'authenticité du Nouveau Testament.
- 1701 : Anglia liberia.
- 1704 : Letters to Serena. Toland critique Spinoza, sa conception statique de la substance et sa physique cartésienne. Traduction : Lettres philosophiques sur l'origine des préjugés (1768), Gale Ecco, 2010, 288 p. ; Nabu Press, 2010, 278 p. ; Lettres à Serena, trad. Tristan Dagron, Honoré Champion, 2004, 399 p.
- 1705 : Le socinianisme tel qu'il est.
- vers 1705, posthume 1726 : The Primitive Constitution of the Christian Church. Traduction : La Constitution primitive de l'Église chrétienne, Honoré Champion, 2004.
- 1714 : Reasons for Naturalising the Jews in Great Britain and Ireland on the same foot with all Other Nations (77 pages). Traduction : Raisons de naturaliser les juifs, PUF, 1998, 194 p.
- 1718 : Nazarenus. Traduction : Le Nazaréen ou le christianisme des juifs, des gentils et des mahométans (1777), Gale Ecco, 2010, 322 p.
- 1720 : Pantheisticon, sive formula celebrandae sodalitatis socraticae. Il y défend un mécanisme universel et un matérialisme dynamique. Pour lui, Dieu n'est que l'univers corporel dans sa totalité. Cet univers est éternel, doté d'un mouvement spontané tout à fait déterministe dont proviennent la vie et la pensée. Les êtres vivants en proviennent par application des lois mécaniques et la pensée n'est qu'un mouvement du cerveau. Par conséquent, la seule religion naturelle est le panthéisme. Traduction : Pantheisticon ou formule pour célébrer la société socratique des panthéistes, La Luminade, 2006.
- 1720 : Clidophorus ou de la philosophie ésotérique et exotérique. Toland distingue deux philosophies, la première « manifeste et publique accommodée aux préjugés populaires et à la religion établie par la loi, l’autre privée et secrète, par laquelle était enseignée sans déguisement la réelle vérité au petit nombre de ceux qui pouvaient l’entendre et étaient capables de discrétion ». Traduction Tristan Dagron : Clidophorus, Allia, 2002, 96 p.
- 1726 : History of the Celtic Religion and Learning Containing an Account of the Druids
- 1726 : Œuvres posthumes